# Burgau, Fürstenfeld
Burgau là một đô thị thuộc huyện Fürstenfeld bang Steiermark, nước Áo. Đô thị Burgau, Fürstenfeld có diện tích 19,99 km², dân số thời điểm cuối năm 2008 là 1009 người.
Bản mẫu:Đô thị của Fürstenfeld